# Tatort: Bienzle und der Zuckerbäcker
Bienzle und der Zuckerbäcker ist eine Folge der Krimireihe Tatort. Die Erstausstrahlung des vom Südwestrundfunk unter der Regie von Hans-Christoph Blumenberg produzierten Beitrags fand am 15. August 1999 im Ersten Deutschen Fernsehen statt. Es handelt sich um die 419. Episode der Filmreihe sowie die neunte mit dem Stuttgarter Kommissar Ernst Bienzle.

## Handlung
Kommissar Bienzle und sein Kollege Günter Gächter haben es in diesem Fall mit einem Serienmörder zu tun. In den letzten Wochen wurden bereits drei Frauen auf die gleiche Art und Weise umgebracht und missbraucht. Die Ermittler haben kaum Anhaltspunkte, die zur schnellen Ergreifung eines Täters führen würden und so ist zu befürchten, dass es noch weitere Opfer geben wird. Das dauert auch nicht lange, doch hat die Frau dieses Mal Glück und überlebt. Theo Hasselt, der am Tatort angetroffen wird und angeblich vom Täter niedergeschlagen wurde, erscheint den Ermittlern verdächtig. Einige Indizien sprechen dafür, können aber genauso gut auf einen anderen Täter hinweisen. So bleibt Hasselt auf freiem Fuß, aber auch für Bienzle und Gächter verdächtig. Neben der Polizei ist auch die Presse hochgradig an neuen Entwicklungen in der Mordserie interessiert. So hat sich die Journalistin Christine Stegmann mit Gächter angefreundet, was für ihn nicht unproblematisch ist. Bienzle warnt ihn, seiner neuen Freundin nicht allzu viel Ermittlungsergebnisse preiszugeben. Aber sie kann ihm auch helfen und verweist den Kommissar auf eine Mordserie aus der Vergangenheit, die zu dem aktuellen Muster passt. Gächter und Christine Stegmann recherchieren in den Unterlagen der alten Fälle und finden dort unter anderen Theo Hasselt als Zeugen genannt. Die Journalistin will unbedingt darüber schreiben, da sie der Meinung ist, die Bevölkerung müsse das erfahren.
Ehe es dazu kommt, schlägt der Mörder erneut zu. Wie die Kommissare vermuten, ist es tatsächlich der biedere Konditormeister Hasselt. Bienzle und Gächter können ihm allerdings nichts nachweisen. Um ihm endlich das Handwerk zu legen, will ihn Christine Stegmann auf eigene Faust observieren. Sie folgt ihm bei seinen nächtlichen Spaziergängen und fällt ihm ungewollt zum Opfer. Gächter ist am Boden zerstört und wild entschlossen, Hasselt zur Verantwortung zu ziehen.
Bienzle kann inzwischen herausfinden, dass Hasselt einen unehelichen Sohn hat und sehr wahrscheinlich aus Enttäuschung über die zerbrochene Liebe seinerzeit zum Mörder geworden ist. Vor kurzem ist die Frau gestorben und in ihm brachen die alten Wunden wieder auf. Bienzle kann von Hasselts Vater den Aufenthaltsort seines Sohnes erfahren, aber auch, dass sein Kollege Gächter schon vor ihm da war. Dieser trifft daher vor Bienzle ein und will Hasselt eigentlich erschießen. Doch dieser kommt ihm zuvor und ergreift die Pistole des Kommissars und richtet sich selbst.

## Hintergrund
Die Tatortfolge Bienzle und der Zuckerbäcker wurde vom 29. September bis zum 30. Oktober 1998 in Stuttgart, Stuttgarter Funkhaus und in Esslingen gedreht.

## Rezeption

### Einschaltquoten
Bei der Erstausstrahlung am 15. August 1999 haben 7,53 Millionen Zuschauer die Sendung verfolgt, was einen Marktanteil von 20,0 Prozent entsprach.

### Kritik
Die Kritiker der Fernsehzeitschrift TV Spielfilm vergeben nur eine mittlere Wertung (Daumen zur Seite) und meinen Bienzle ermittelt „Leidlich spannend, aber holzschnittartig.“